# Primaire geslachtskenmerken
Primaire geslachtskenmerken zijn kenmerken waarmee onderscheid gemaakt wordt tussen organismen van het mannelijk en het vrouwelijk geslacht. Bij onder andere mensen zijn de geslachtsorganen het primaire geslachtskenmerk; bij jongens en mannen de penis en het scrotum en bij meisjes en vrouwen de vulva en vagina. Deze kenmerken zijn bij mensen meteen na de geboorte al herkenbaar aanwezig.